# Dove andranno i nostri fiori
Dove andranno i nostri fiori è l'unico extended play di Jonathan & Michelle, pubblicato in Spagna nel 1968 dalla Marfer (casa discografica fondata nel 1964 da Antonio Martínez e Felix Fernández (da cui il nome).

## Tracce
Lato A
1. Il successo (testo: Herbert Pagani – musica: Alberto Anelli)
2. Dove andranno i nostri fiori (cover di Where Have All the Flowers Gone?[2]) (testo: Daniele Pace – musica: Pete Seeger)

Lato B
1. Ai margini del mondo (testo: Ombretta Lalli – musica: Flavio Carraresi)
2. La risposta (cover di Blowin' in the Wind[2]) (testo: Mogol – musica: Bob Dylan)